# Marchegger Maschinenfabrik

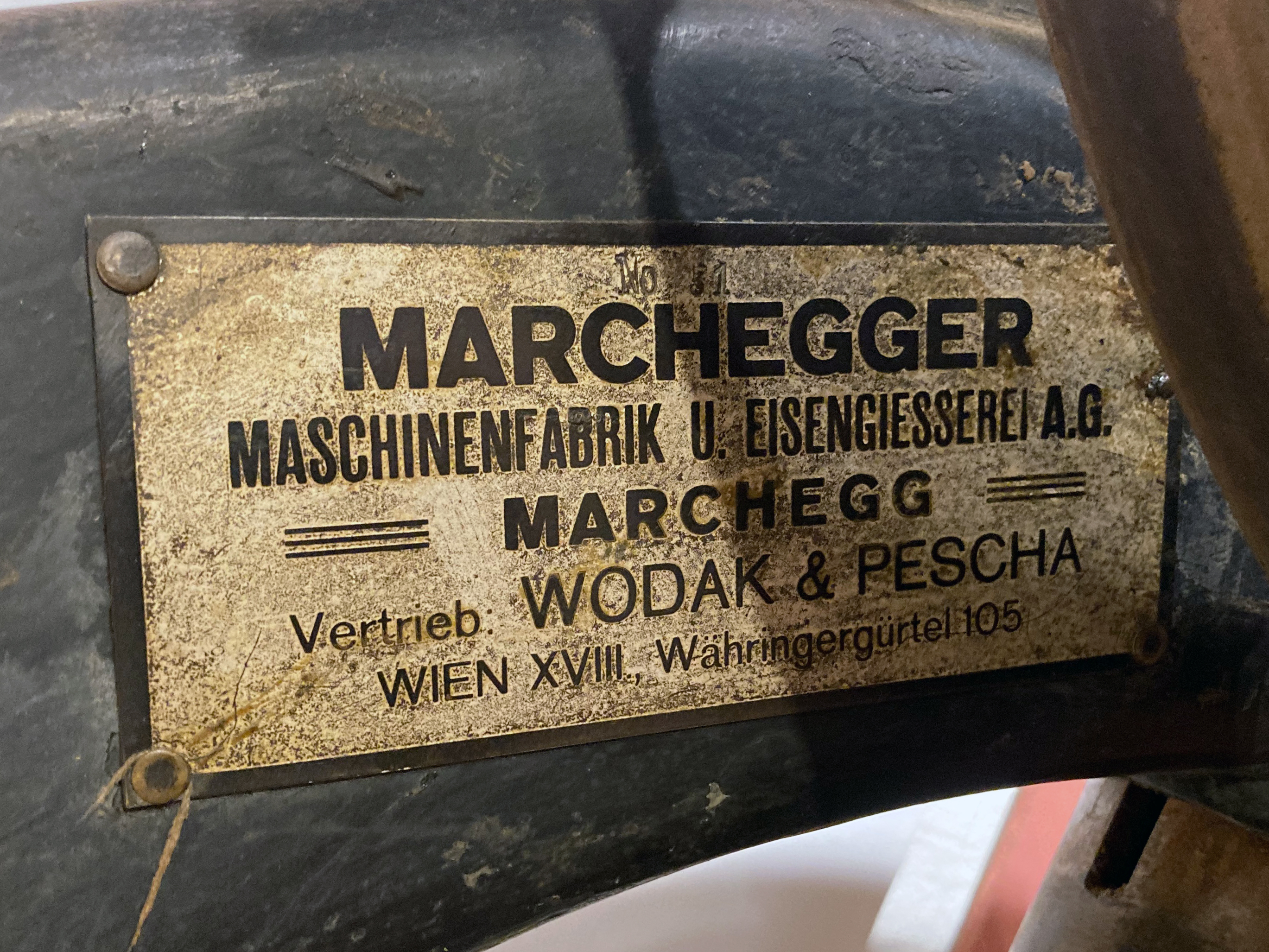
Fabriksschild

Die Marchegger Maschinenfabrik war eine Maschinenfabrik in Marchegg in Niederösterreich und existierte von 1899 bis 1934.

## Geschichte

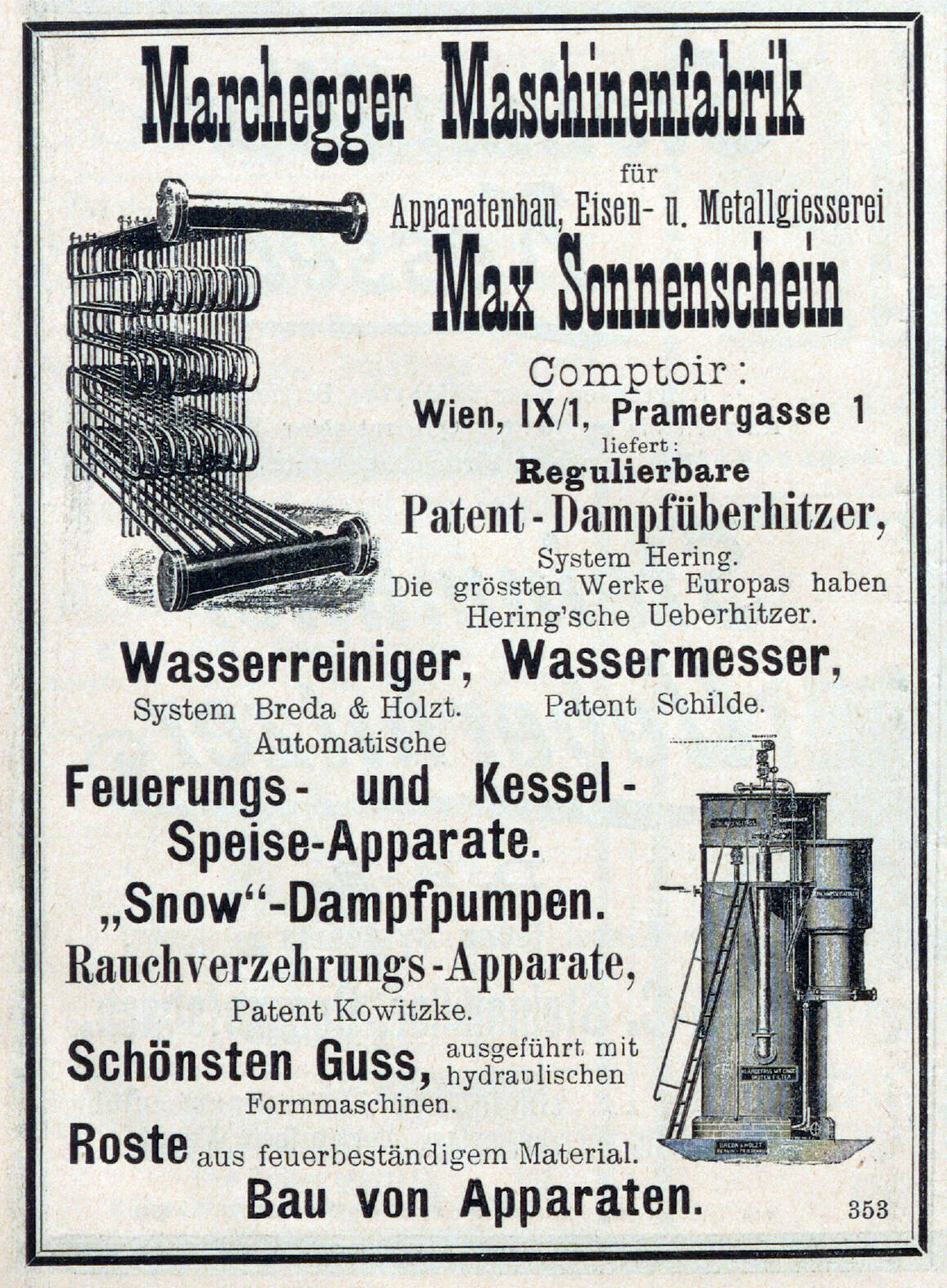
Werbeanzeige (1900)

Das Unternehmen wurde 1899 vom Wiener Industriellen und Großhändler Max Sonnenschein (später Sonnlechner) gegründet und nahm am 1. Jänner 1900 die Produktion auf. Die Fabriksanlagen, zu denen auch Arbeiterwohnhäuser und eine Direktorenvilla gehörten, befanden sich beim Bahnhof Marchegg. Die Direktion hatte ihren Sitz in der Pramergasse in Wien-Alsergrund, wo sich auch die anderen Unternehmen Sonnenscheins befanden.
Bereits am 2. Jänner 1900 kam es zu ersten Problemen zwischen Arbeiterschaft und Firmenleitung aufgrund schlechter Arbeitsbedingungen, die in einen Streik auszuarten drohten. Die Arbeiter-Zeitung warnte Metallarbeiter und insbesondere Gießer vor dem Eintritt in das Unternehmen. Durch die Errichtung der Wohnhäuser und Besserung der Arbeitsbedingungen konnten die Wogen geglättet werden.
Zunächst waren 30 Arbeiter beschäftigt, die vorwiegend Pumpen und Maschinen für die Lederbearbeitung erzeugten. Im Folgejahr war der Stand bereits auf 130 Arbeiter gestiegen, nach einer Produktionserweiterung 1903 schnellte dieser Stand auf über 300 Arbeiter und 90 Angestellte. Das Unternehmen spezialisierte sich auf die Herstellung von Verlade- und Aufbereitungsanlagen für den Bergbau, Maschinen für die chemische Industrie, Wasserreiniger, Förderbänder, Trockenanlagen, Brecher und Mahlanlagen, Siebanlagen, Gattersägen, Bandsägen, Hobelmaschinen sowie Ziegeleimaschinen und wurde damit schnell bedeutend. Speziell bei Erzaufbereitungsanlagen und Bergwerksanlagen etablierte sich die Marchegger Maschinenfabrik als einziges Spezialunternehmen in Österreich-Ungarn. Die Fabrik bestand aus einer Gießerei (mit zwei Schmelzöfen) sowie mechanischen Werkstätten (Schlosserei, Dreherei, Schmiede und Schweißerei) und beschäftige in Spitzenzeiten mehr als 20 Konstrukteure.

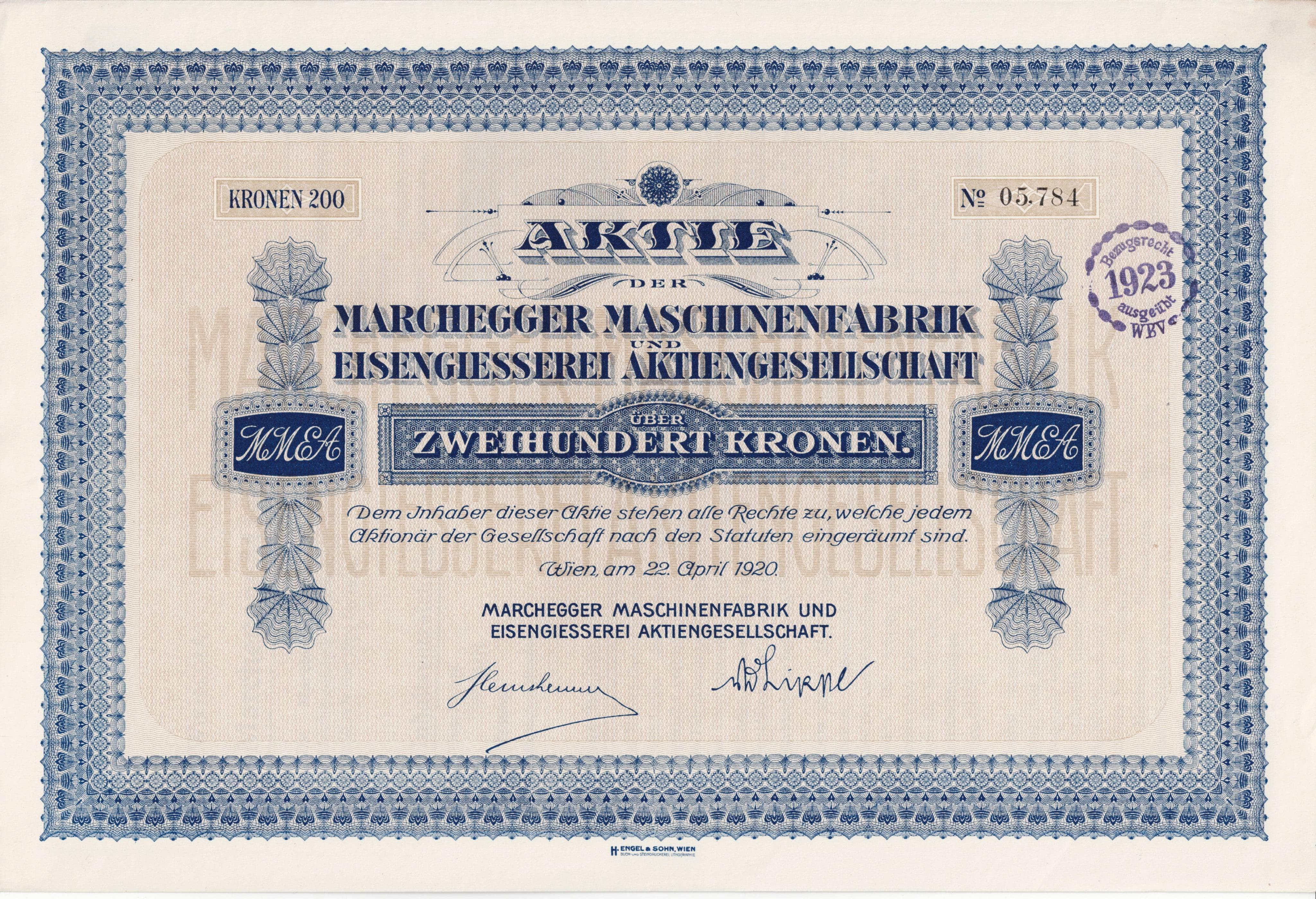
Aktie der Marchegger Maschinenfabrik und Eisengiesserei AG vom 22. April 1920

1909 schied Max Sonnenfeld aus dem Unternehmen aus, welches unter Führung des Wiener Bankvereins im März 1910 in eine Aktiengesellschaft umgewandelt wurde. Sein Sohn Oskar Sonnlechner, der zuvor gemeinsam mit dem Vater die Leitung ausgeübt hatte, übernahm nun die Firma als Direktor, schied aber ebenfalls bald aus dem Unternehmen aus. Im Ersten Weltkrieg wurde die Maschinenfabrik Teil der Rüstungsindustrie und beschäftigte im Dreischichtbetrieb mehr als 500 Arbeiter, darunter Frauen und Kriegsgefangene. Es wurden unter anderem Bestandteile für Granaten und Zünder erzeugt.
Nach dem Kriegsende und dem Untergang der Donaumonarchie konnte sich das Unternehmen zunächst mit kriegsbedingt zurückgestellten Aufträgen über Wasser halten, wurde jedoch in den späten 1920er Jahren ein Opfer der Wirtschaftskrise. Eine Fusion mit F. Wertheim & Co. zur F. Wertheim & Comp. und Marchegger Maschinenfabrik Aktien-Gesellschaft (inklusive Kapitalaufstockung) im Jahr 1928 war nicht von langer Dauer und endete mit der Übernahme von Wertheim durch die Simmeringer Waggonfabrik im Jahr 1934. Mit 31. Dezember 1934 erfolgte die Stilllegung der Maschinenfabrik, deren Produktionsprogramm von Simmering übernommen wurde. Die Fabriksanlagen wurden kurze Zeit später abgerissen.

### Erinnerung
Heute erinnern lediglich die ehemaligen Arbeiterwohnhäuser an das Unternehmen. Im Heimatmuseum in einem Nebengebäude des Schlosses Marchegg sind einige Erinnerungsstücke, Fotos und Schautafeln ausgestellt, darunter eine bis 2016 im Einsatz gestandene Bandsäge und ein Modell der Fabriksanlagen. In der ehemaligen Zentralsortierungsanlage Ampflwang sind noch historische Kohlensortierungsanlagen der Maschinenfabrik Marchegg AG zu finden.